# 盖德镇
盖德乡，是中华人民共和国福建省泉州市德化县下辖的一个乡镇级行政单位。

## 行政区划
盖德乡下辖以下地区：
盖德村、下寮村、有济村、下坑村、福阳村、大墘村、上地村、吾华村、三福村、上坑村、林地村、仙岭村、凤山村和山坪村。